# Klaus Sulzenbacher
Klaus Sulzenbacher, né le 3 février 1965 à Kitzbühel au Tyrol, est un coureur autrichien du combiné nordique. Bien qu'il soit l'un des meilleurs athlètes de son époque, il ne parvient pas à décrocher de titre olympique et doit se contenter des podiums. Son seul titre mondial est obtenu par équipes en 1991.
Il devient le premier à remporter deux fois la Coupe du monde.

## Biographie
Membre du club de Kitzbühel, épicentre du ski alpin en Autriche, il devient le premier combiné autrichien qui s'illustre internationalement. Il a pour oncle le skieur alpin Christian Pravda et il fréquente l'école de ski de Stams.
Il fait ses débuts dans la première édition Coupe du monde en décembre 1983 à Seefeld (sixième), puis monte sur son premier podium à sa troisième manche à Štrbské Pleso. Lors des saisons 1986 et 1987, il augmente son total de podiums à 5 unités grâce à quatre troisièmes places.
En 1987-1988, il gagne l'épreuve d'ouverture à Bad Goisern en Autriche et ne lâche plus la tête du classement général jusqu à la fin de la saison, grâce à six podiums sur sept courses et quatre victoires, dont une à Falun. Il prend part aux Jeux olympiques d'hiver de 1988 à Calgary, remportant la médaille d'argent en individuel, derrière Hippolyt Kempf, qui le dépasse en aki de fond après que Sulzenbacher ait dominé le saut, et la médaille de bronze par équipes.
Sulzenbacher bat son record de victoires en 1989-1990, l'emportant sur cinq courses de Coupe du monde, ce qui l'aide à regagner le classement général de la Coupe du monde.
Alors qu'il est deuxième de la Coupe du monde en 1991 et 1992, il réussit ses meilleurs Championnats du monde en 1991 à Val di Fiemme, où il décroche la médaille d'argent en individuel et celle d'or à la compétition par équipes avec Günther Csar et Klaus Ofner.
Aux Jeux olympiques d'hiver de 1992, à Albertville, il est double médaillé de bronze en individuel (derrière Fabrice Guy, vainqueur de la Coupe du monde 1992 et Sylvain Guillaume) et par équipes.
Il quitte la scène internationale en mars 1992 avec comme ultime résultat une troisième place à Trondheim.

## Palmarès

### Jeux olympiques
| Épreuve / Édition | Sarajevo 1984 | Calgary 1988 | Albertville 1992 |
| Individuel        | 9e            | Argent       | Bronze           |
| Par équipes       |               | Bronze       | Bronze           |

### Championnats du monde
| Épreuve / Édition | Oberstdorf 1987 | Lahti 1989 | Val di Fiemme 1991 |
| Individuel        | 5e              |            | Argent             |
| Par équipes       | 4e              | 5e         | Or                 |

### Coupe du monde
- 2 globes de cristal : vainqueur du classement général en 1988 et 1990.
- 31 podiums individuels : 14 victoires, 5 deuxièmes places et 12 troisièmes places.

#### Victoires individuelles
| Saison    | Lieu                                                          |
| 1987-1988 | Bad Goisern, Seefeld, Falun, Rovaniemi                        |
| 1989-1990 | Reit im Winkl, Saalfelden, Murau, Štrbské Pleso, Örnsköldsvik |
| 1990-1991 | Oberwiesenthal, Bad Goisern, Saint-Moritz                     |
| 1991-1992 | Breitenwang, Lahti                                            |

#### Classements en Coupe du monde
| Année     | Classement général final |
| 1983-1984 | 11e                      |
| 1984-1985 | 10e                      |
| 1985-1986 | 7e                       |
| 1986-1987 | 8e                       |
| 1987-1988 | 1er                      |
| 1988-1989 | 2e                       |
| 1989-1990 | 1er                      |
| 1990-1991 | 2e                       |
| 1991-1992 | 2e                       |